# Thần bịp Jack chột
Thần bịp Jack chột (tiếng Anh: Tazza: One Eyed Jack, tiếng Hàn: 타짜: 원 아이드 잭) là một bộ phim hành động của Hàn Quốc do đạo diễn Kwon Oh-kwang thực hiện cùng với Sidus Pictures sản xuất. Phim có sự tham gia của các diễn viên nổi tiếng như Park Jung-min, Lee Kwang-soo, Ryoo Seung-bum, Choi Yoo-hwa và Yoon Je-moon. Phim bắt đầu công chiếu tại các rạp Hàn Quốc vào ngày 11 tháng 9 năm 2019 và tại Việt Nam vào ngày 12 tháng 2 năm 2021.

## Nội dung
"Jack chột" - Cao thủ chuyên đi lừa bịp tại sòng bài lập ra một nhóm những người mong muốn có cơ hội đổi đời bằng cờ bạc. Đỏ hay đen thì 30 vẫn chưa phải Tết!

## Diễn viên
- Park Jung-min vai Do Il-chul
- Lee Kwang-soo vai Kkachi
- Ryoo Seung-bum vai Jack Chột
- Choi Yoo-hwa vai Madonna
- Kwon Hae-hyo vai Kwon
- Yoon Je-moon vai Ma-gwi
- Lim Ji-yeon vai Young-mi
- Woo Hyun vai Mool
- Joo Jin-mo vai Jjakgwi
- Seo Jung-yeon vai mẹ của Ul-chul

## Sản xuất
Phim dưới sự chỉ đạo của đạo diễn của Kwon Oh-kwang, được sản xuất bởi Sidus Pictures từ ngày 12 tháng 9 năm 2018 và hoàn thành vào ngày 2 tháng 2 năm 2019 tại Hàn Quốc.

## Công chiếu và Đón nhận
Bộ phim đã thu về 14,9 triệu USD trong 5 ngày đầu tiên công chiếu tại Hàn Quốc. Nó đã vượt qua doanh số bán vé 1,5 triệu trong bốn ngày phát hành và 2 triệu trong tuần đầu tiên.